# Хертвиси (Хелвачаурский муниципалитет)
Хертвиси (груз. ხერთვისი) — село в Грузии, на территории Хелвачаурского муниципалитета автономной республики Аджария.

## География
Село находится в юго-западной части Грузии, на левом берегу реки Аджарисцкали, вблизи места впадения её в реку Чорох, на расстоянии 7 километров (по прямой) к юго-востоку от города Батуми, административного центра муниципалитета и автономной республики. Абсолютная высота — 247 метров над уровнем моря.

## Население
По результатам официальной переписи населения 2014 года, в Хертвиси проживало 160 человек (89 мужчин и 71 женщина). В национальной структуре населения грузины составляли 100 %.
| Год  | Население, человек |
| ---- | ------------------ |
| 2002 | 190                |
| 2014 | ↘ 160              |